# Lampria corallogaster
Lampria corallogaster là một loài ruồi trong họ Asilidae. Lampria corallogaster được Bigot miêu tả năm 1878.